# Walid Azaiez
Walid Azaiez, né le 25 avril 1976 à Tunis, est un footballeur tunisien. Son poste de prédilection est celui de défenseur.

## Clubs
- 1996-juillet 1997 : Club sportif de Hammam Lif (Tunisie)
- juillet 1997-juillet 2004 : Espérance sportive de Tunis (Tunisie)
- juillet 2004-juillet 2007 : Club africain (Tunisie)

## Palmarès
- Coupe d'Afrique des vainqueurs de coupe : 1998
- Championnat de Tunisie : 1999, 2000, 2001, 2002, 2003
- Coupe de Tunisie : 1999